# Franz von Hohenrechberg
Franz von Hohenrechberg (* unbekannt; † 18. Juli 1452) war von 1447 bis 1452 der 32. Abt von Einsiedeln.

## Herkunft und Familie

Wappen derer von Rechberg

Franz war Geschwisterkind mütterlicherseits des verstorbenen Abtes Rudolf III. von Hohensax. Der Stammsitz seiner Familie Rechberg war Burg Hohenrechberg bei Schwäbisch Gmünd.

## Leben
1428 wurde Franz zum Propst des Klosters Fahr ernannt und blieb dies bis zu seiner Ernennung zum Abt.
Während seiner Amtszeit endete der Alte Zürichkrieg. Die Friedensverhandlungen fanden in Einsiedeln statt, wobei der Entscheid beim Abt hinterlegt wurde.